# ふじゆたか
ふじゆたかは、ジャポニカ米に属する粳米のイネ（稲）の品種。育成者権保有者は神明育種研究所。多収で良食味・早生品種。

## 概要
2021年6月、神明が開発して品種登録した独自品種。